# Christopher Andreas Holmboe

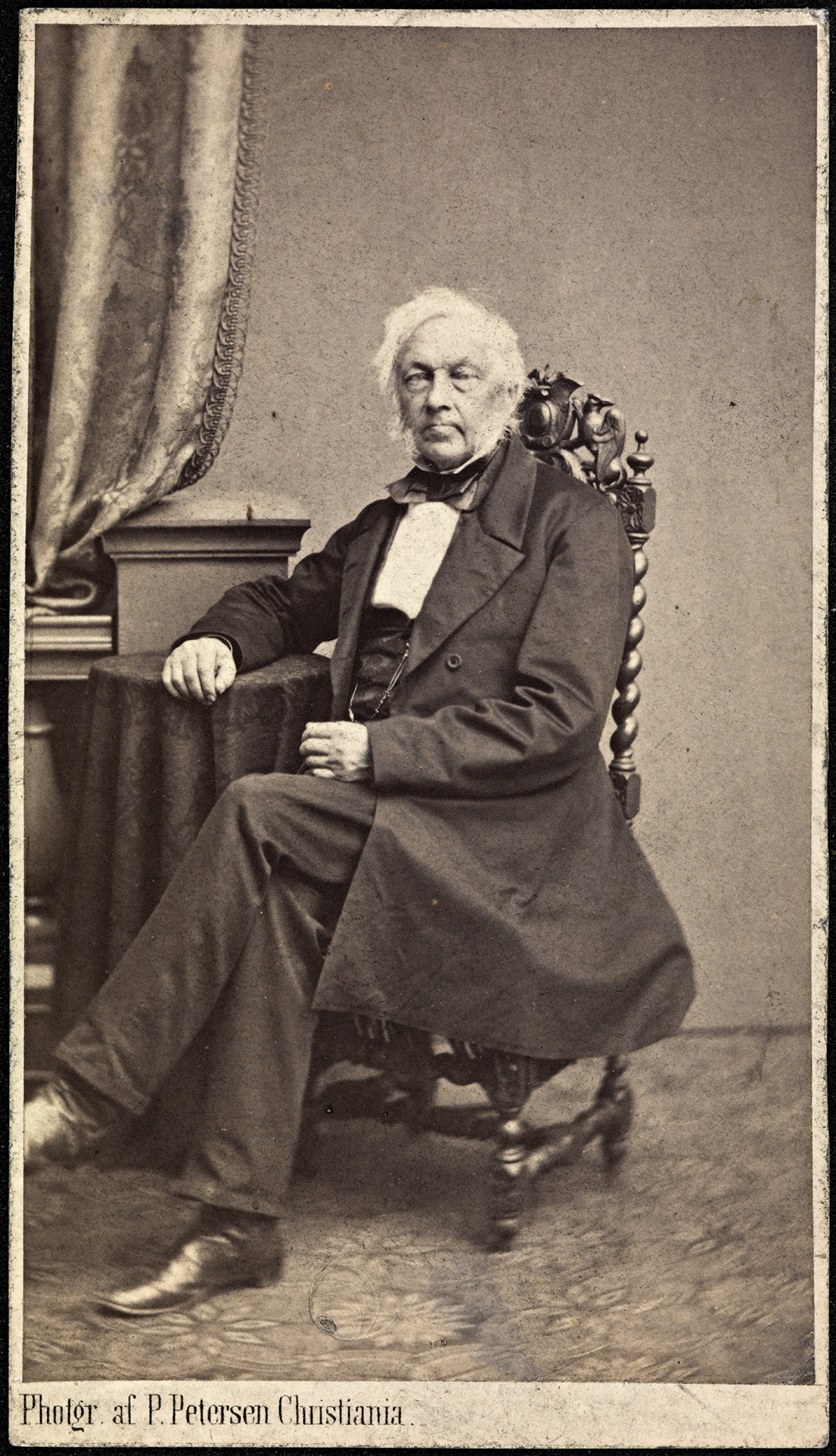
Christopher Andreas Holmboe

Christopher Andreas Holmboe (Vang, 1796 - 1882) was een Noors filoloog.
Hij was de een jaar jongere broer van wiskundige Bernt Michael Holmboe. In 1818 studeerde hij af als cand.theol.. Van 1825 tot 1876 bekleedde hij een hoogleraarschap in de oosterse talen aan de Universiteit van Oslo. Daarnaast was hij ook een opmerkelijke numismaticus.